# Tonton David
Pour les articles homonymes, voir David et Grammont.
David Ray Grammont, dit Tonton David, né le 12 octobre 1967 à Paris 14e et mort le 16 février 2021 à Nancy, est un chanteur français de reggae et de ragga/dancehall. Il est principalement connu pour des tubes comme Peuples du monde, Sûr et certain et surtout Chacun sa route.

## Biographie

### Famille et jeunesse
Tonton David est né dans le 14e arrondissement de Paris contrairement à certaines rumeurs qui affirment qu’il est né à La Réunion. Son père est le musicien Ray Grammont. À 14 ans, il quitte sa famille et rencontre des difficultés quelque temps avant de découvrir le raggamuffin lors d'un voyage en Angleterre en 1987. Il s'installe ensuite à Champigny-sur-Marne avec sa femme et ses quatre enfants, puis à Metz.

### Débuts
Il prend le micro pour la première fois fin janvier 1989 dans le bar Mistral Gagnant de Saint-Étienne, au cours d'un concert du Massilia Sound System. Il participe à la fin des années 1980 au Sound System High Fight International (souvent organisé par Rudlion)  qui regroupait à l'époque d'autres artistes comme Nuttea. Il contribue alors au développement du reggae et devient un des pionniers du dancehall français grâce à son titre Peuples du monde, présent sur la compilation Rapattitude produite par Virgin en 1990, qui se vend à 100 000 exemplaires.  
Son premier album "Le blues des racailles" (dans lequel Rudlion a participé étant sont clavier) sortie en 1991, est sans doute un grand opus avec des textes authentiques et un vrai regard sur la société. Rudlion a aussi eu un rôle de mentor artistique, en l'aidant à structurer ses morceaux et à développer un style personnel, à la croisée du reggae et du raggamuffin. 

### La chansonSûr et certainen 1994
Sa chanson Sûr et certain, sortie en 1994 sur l'album Allez leur dire, est un gros succès avec 350 000 exemplaires vendus, et lui vaut une nomination aux Victoires de la musique. 
Le 28 mars 1994 sur France 2, Michel Field anime l'émission Demain les jeunes, restée accessible sur le site de l'Institut national de l'audiovisuel (INA),,, organisée sous la forme de deux heures de happening en direct avec 200 lycéens et étudiants, au moment des manifestations contre le contrat d'insertion professionnelle, une "sorte de sous-smic" pour les jeunes voulu par le Premier ministre Edouard Balladur, avec la participation de Tonton David, dont la chanson "Sûr et certain" est reprise dans les manifestations, et pour laquelle Jacques Chirac le félicite le lendemain mais qui aurait "participé au retrait du projet", selon Balladur, qui a mis fin à la rallonge budgétaire promise à France 2.

### Autres grands succès
Suivent d'autres grands succès tels que son Chacun sa route (chanson thème du film Un Indien dans la ville où il collabore pour l'album avec Manu Katché et Geoffrey Oryema). L'album Récidiviste connaît aussi un certain succès notamment grâce aux singles Pour tout le monde pareil et son duo avec Cheb Mami Fugitif. Tonton David participe au Printemps de Bourges en avril 1996 pour les vingt ans du festival.
À la sortie de son album Viens, il entame une tournée en France au printemps 2000.
En 2002, son ancienne maison de disques Virgin sort un album compilation.
En 2005, il collabore avec Demon One et Dry sur leur album La Vie de Rêve sur le titre La Gagne.
Victime d'un accident vasculaire cérébral en gare de Metz le 14 février 2021, il est transféré à l'hôpital de Nancy, où il meurt le 16 février 2021,,. Ses obsèques ont lieu le 25 février à Valenton (Val-de-Marne), suivies de l'inhumation dans l'intimité de la famille et des proches au  cimetière de Champigny-sur-Marne.

## Discographie

### Albums
- 1991 : Le Blues des racailles
- 1994 : Allez leur dire
- 1995 : Récidiviste
- 1999 : Faut qu'ça arrête / Viens
- 2005 : Livret de famille / Babelou
- 202X : Un job ou un biz (album posthume annoncé par la famille de Tonton David)

### Compilations
- 2002 : Best Of
- 2003 : L'essentiel

### Albums en groupe
- 1998 : Tonton David & Various Artists - Sans Limite

### Participations
- 1989 : Earthquake Sound System - Assis Sur Le Rythm Posés Sur La Version avec le titre : Lyric Manie
- 1990 : Rapattitude avec le titre : Peuples du monde
- 1993 : Quand on n'a plus rien à perdre en duo avec Valérie Lemercier sur l'album Les Enfoirés chantent Starmania
- 1998 : Liaisons Dangereuses de Doc Gynéco : Simplet Funky (Avec Malédiction du Nord, JP des 2Doigts & L'Âme  Du Razwar)
- 1999 : Djamatik Connections de Djamatik : Comme Un Sentiment (Avec Kulu Ganjah & Djamatik)
- 2001 : By Fos de Réel Killa : Remède (Avec Réel Killa)
- 2005 : La Gagne sur l’album La vie de rêve du groupe Intouchable (Démon one, Dry)